# Pentagonia hirsuta
Pentagonia hirsuta är en måreväxtart som beskrevs av Paul Carpenter Standley. Pentagonia hirsuta ingår i släktet Pentagonia och familjen måreväxter.
Artens utbredningsområde är Costa Rica. Inga underarter finns listade i Catalogue of Life.